# 우에나카 아사히
우에나카 아사히(일본어: 植中 朝日, 2001년 11월 1일 ~ )는 일본의 축구 선수이다. 현재 J1리그의 요코하마 F. 마리노스에서 뛰고 있다.

## 구단 경력
그는 2020년 J2리그의 V-파렌 나가사키에 입단했다. 2022년까지 49경기에 출전하여, 15득점을 넣었다. 2023년 J1리그의 요코하마 F. 마리노스로 이적했다. 2023년에 J1리그 2위.

## 국가대표팀 경력
그는 2024년 하계 올림픽에 참가할 일본 U-23 국가대표팀에 발탁되었으며, 2경기에 출전했다.

## 외부 링
- 우에나카 아사히 - J.League (일본어)
- 우에나카 아사히 - ESPN FC (영어)
- 우에나카 아사히 - FootballDatabase.eu (영어)
- 우에나카 아사히 - Soccerbase.com (player) (영어)
- 우에나카 아사히 - Soccerway.com (영어)
- 우에나카 아사히 - playmakerstats.com (영어)
- 우에나카 아사히 - WorldFootball.net (영어)